# ممدوح سالم

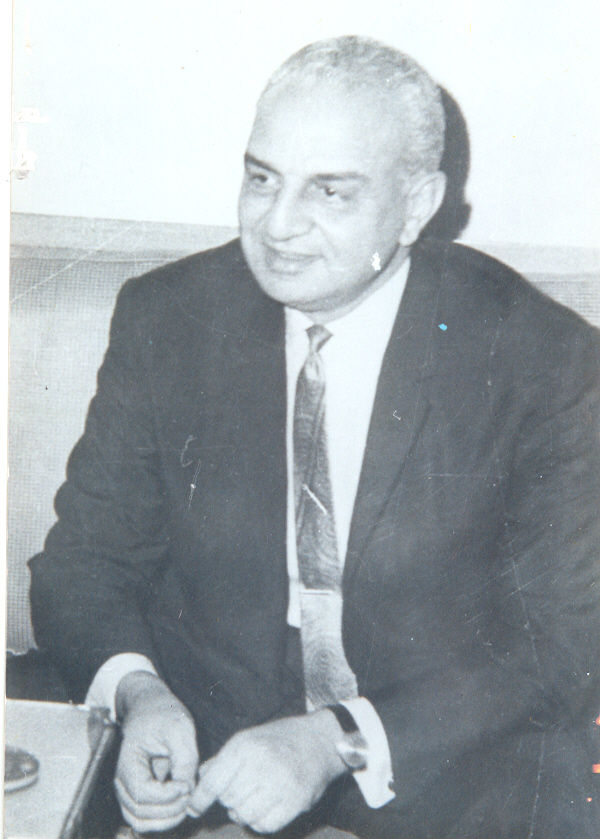
ممدوح سالم

ممدوح سالم (۷ مه ۱۹۱۸ در اسکندریه – ۲۵ فوریه ۱۹۸۸ در لندن) سیاست‌مدار، نظامی مصری و نخست‌وزیر این کشور بود. وی از دانشکده نظامی فارغ‌التحصیل شد و پله‌های ترقی را طی نمود تا به رتبه «سرلشکر» در نیروهای مسلح مصر رسید. وی مدیر امنیت اسکندریه بود سپس جمال عبدالناصر وی را به عنوان بادیگارد شخصی خود در بین سال‌های (۱۹۶۰–۱۹۶۷) انتخاب کرد. سپس به عنوان استاندار اسیوط سال ۱۹۶۷، سپس استاندار استان غربی سال ۱۹۷۰ و سپس به عنوان استاندار اسکندریه سال ۱۹۷۰ منصوب شد. وی وزیر کشور مصر در سال ۱۹۷۱، دستیار نخست‌وزیر و وزیر کشور در سال ۱۹۷۲ بود.
انور سادات وی را به عنوان نخست‌وزیر سال ۱۹۷۵ برگزید. در زمان نخست‌وزیر سالم انتخابات مجلس نمایندگان مصر بر پا شد. در سال ۱۹۷۸ نیز به عنوان معاون رئیس‌جمهور برگزیده شد.
| مناصب سیاسی                 | مناصب سیاسی                               | مناصب سیاسی      |
| --------------------------- | ----------------------------------------- | ---------------- |
| پیشین: عبدالعزیز محمد حجازی | نخست‌وزیر مصر ۱۶ آوریل ۱۹۷۵ – ۲ اکتبر ۱۹۷۸ | پسین: مصطفی خلیل |